# Skepplanda pastorat
Skepplanda pastorat är ett pastorat i Ale och Lilla Edets kommuner i Göteborgs stift.
Pastoratet består två församlingar:
- Skepplanda-Hålanda församling
- Lödöse församling

Pastoratskod är 080508.